# Тимофеев, Валериан Александрович
Валериа́н Алекса́ндрович Тимофе́ев — советский и российский государственный, муниципальный и хозяйственный деятель. Народный депутат РСФСР (1990—1992), член Верховного совета Российской Федерации (1992—1993).

## Биография
Родился г. Гурзуф Ялтинского района Крымской АССР в семье служащего.
- 1957—1962 гг. — студент Горьковского института инженеров водного транспорта;
- c 1962 года — диспетчер, начальник контейнерного причала Саратовского речного порта;
- с 1967 года — диспетчер, старший диспетчер, начальник грузового района, начальник отдела грузовой и коммерческой работы Корсаковского морского торгового порта, заместитель начальника порта по эксплуатации. В 1971 году вступил в КПСС.
- 1975—1978 — слушатель Всесоюзной академии внешнем торговли
- с 1978 года — начальник Корсаковского морского торгового порта
- 1980—1984 — в длительной командировке во Вьетнаме с целью оказание технического содействие в управлении морским и речным транспортом страны. Работал в качестве советника министра транспорта и коммуникации СРВ.
- 1984—1985 — начальник отдела организации труда и заработной платы Корсаковского морского торгового порта
- 1985—1986 — заместитель председателя Корсаковского горисполкома.
- с 1986 года — начальник портового флота Корсаковского порта
- в марте 1987 года на конференции трудового коллектива выбран начальником Корсаковского морского порта
- 1989—1990 — уполномоченный Министерства внешних экономических связей СССР по Сахалинской области
- 18 марта 1990 года по результатам повторного голосования (2-й тур) избран народным депутатом РСФСР по Корсаковскому территориальному округу №649, набрав 50,62% голосов[2]; 14 мая избран председателем Корсаковского городского совета народных депутатов[3]
- с 21 декабря 1990 до 17 декабря 1991 — председатель Корсаковского горисполкома (совмещая с должностью председателя городского Совета)[4]
- с 14 декабря 1992 до октября 1993 гг. — депутат Верховного совета РСФСР
- 1994—1995 — директор координационного центра по освоению шельфа «Сахалин»
- в 1996 году, будучи директором ЧП «Консул», зарегистрировался кандидатом в губернаторы Сахалинской области, но в дальнейшем снял свою кандидатуру (выборы прошли 20 октября)[5].

В дальнейшем являлся директором гостиницы «Альфа», генеральным директором внешнеэкономической компании «Бриз» (обе в г.Корсаков). Последние свои годы, будучи на пенсии, работал советником корсаковского мэра Г. А. Зливко по вопросам реализации шельфовых проектов на территории Корсаковского района. Умер 26 марта 2007 года.